# 穆利埃讷
穆利埃讷（法語：Mouliherne，法語發音：[muli.ɛʁn, -ljɛʁn] ⓘ）是法国曼恩-卢瓦尔省的一个市镇，属于索米尔区。

## 地理
穆利埃讷（47°28'0"N, 0°1'0"E）面积40.79 平方千米，位于法国卢瓦尔河地区大区曼恩-卢瓦尔省，该省份为法国西部内陆省份，大致对应安茹地区，北起顺时针与马耶讷省、萨尔特省、安德尔-卢瓦尔省、维埃纳省、德塞夫勒省、旺代省、大西洋卢瓦尔省和伊勒-维莱讷省接壤。
与穆利埃讷接壤的市镇（或旧市镇、城区）包括：隆盖-瑞梅勒、圣菲尔贝迪珀普勒、韦尔南特、安茹地区博热、努瓦扬维拉日。

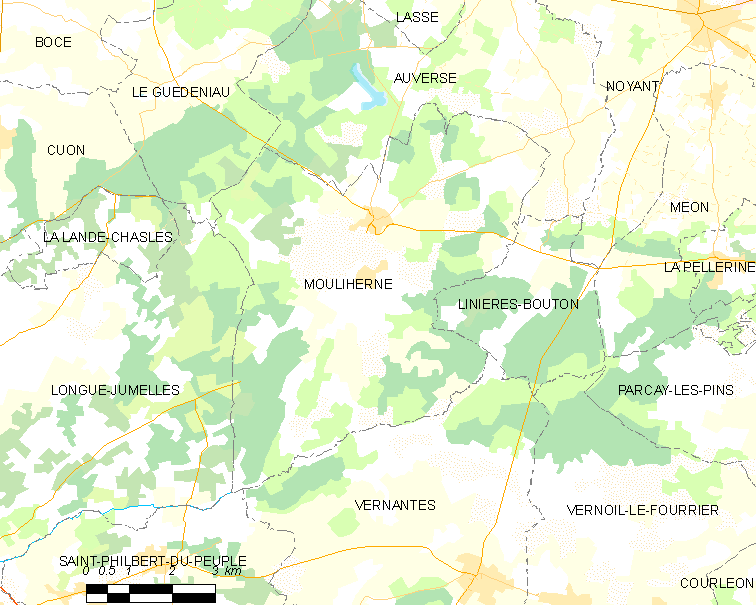
穆利埃讷的OSM定位图

穆利埃讷的时区为UTC+01:00、UTC+02:00（夏令时）。

## 行政
穆利埃讷的邮政编码为49390，INSEE市镇编码为49221。

## 政治
穆利埃讷所属的省级选区为隆盖-瑞梅勒县。

## 人口

1962-2008年间穆利埃讷人口变化图示

穆利埃讷于2022年1月1日时的人口数量为800人。